# Andrea Mantovani (motociclista)
Andrea Mantovani (Ferrara, 30 settembre 1994) è un pilota motociclistico italiano.

## Carriera

### Gli inizi nel CIV
Nel 2011 è pilota titolare nel campionato italiano - classe 125. Con un'Aprilia RS 125 R del team Ellegi Racing ottiene trentatré punti classificandosi undicesimo. La stagione successiva rimane con Aprilia e migliora le sue prestazioni ottenendoː due pole position, due piazzamenti a podio e il sesto posto in classifica finale. Nel 2013 passa alla categoria Stock600 del campionato italiano; in sella ad una Yamaha YZF-R6 supportato dal Moto Club Conselice, si classifica diciannovesimo con tredici punti. Nel 2014 passa al CIV Supersport guidando una Yamaha del team CDM-RS. Dopo aver ottenuto il giro più veloce nella gara inaugurale al Mugello chiude al diciottesimo posto. Nel 2015 continua con la stessa squadra, sale tre volte sul podio e chiude al sesto posto conquistando 98 punti.

### Superstock 1000 e CIV
Nel 2016 esordisce nella Superstock 1000 FIM Cup come pilota titolare per Guandalini Racing. In sella ad una Yamaha YZF-R1 ottiene punti in tutte le gare previste (tranne una in cui si ritira) e chiude il campionato al decimo posto con quarantasei punti. Nel 2017 è pilota titolare nel campionato italiano Superbike, con Nuova M2 racing e un'Aprilia RSV4. Conclude al nono posto con ottantadue punti. In questa stessa stagione prende parte, in qualità di pilota wild card, all'ultima prova dell'europeo Stock1000 a Jerez con lo stesso team del CIV. Chiude la gara al decimo posto, davanti ai due piloti ufficiali Maximilian Scheib e Luca Vitali. Nel 2018 prosegue nel campionato nazionale con la stessa squadra della stagione precedente, ottiene un podio e chiude undicesimo. Contestualmente al CIV, disputa tre gare nell'ultima edizione della Stock 1000 dove, con 19 punti, chiude al tredicesimo posto.
Nel 2019 passa al team Berclaz Racing Italia nel campionato italiano, alla guida di una BMW S1000RR, con cui prosegue la stagione per il team Tutapista, sale nuovamente sul podio al Mugello e chiude al dodicesimo posto. Nel 2020 continua con lo stesso team con cui aveva concluso l'annata precedente. Ottiene diciannove punti classificandosi quattordicesimo. 

### MotoE
Nel 2021 esordisce nella Coppa del Mondo della classe MotoE. Gareggia per il team Gresini Racing, con compagno di squadra Matteo Ferrari, porta a termine tutte le gare a cui prende parte e chiude al quattordicesimo posto. In quest'annata inoltre prende parte ai Gran premi di Assen e Jerez nel campionato mondiale Superbike come wild card con il team Vince64 ed una Kawasaki ZX-10R; ottiene due punti che gli consentono di classificarsi ventiseiesimo nel mondiale e sedicesimo nella graduatoria del Trofeo Indipendenti. Nel 2022 torna nel campionato italiano Superbikeː viene ingaggiato dal team Broncos Racing alla guida di una Ducati Panigale. Ottiene quattro secondi posto e chiude il campionato al quarto posto. In questa stessa stagione prende parte, come pilota sostitutivo, ai Gran premi di Francia e Italia in MotoE dove ottiene venticinque punti.
Il 2023 vede Mantovani impegnato su due frontiː è pilota titolare nel campionato mondiale Supersport con Evan Bros ed una Yamaha YZF-R6, sempre come titolare disputa la MotoE con il team RNF Racing. Proprio tra le motociclette elettriche, in occasione del Gran Premio d'Italia, ottiene la sua prima vittoria iridata. Vince nuovamente al Gran Premio di Catalogna chiudendo il campionato all'ottavo posto. Nella Supersport viene sostituito dal team a metà campionato. Contestualmente alle classi mondiali prende parte, in qualità di pilota wild card, ad alcune prove del campionato italiano Supersport dove ottiene due vittorie e una pole position classificandosi al decimo posto. Nel mondiale Supersport non termina il campionato rescindendo col team, i punti ottenuti gli consentono comunque di classificarsi al trentaduesimo posto. Nel 2024 passa al team Forward Racing nel mondiale MotoE, la compagna di squadra è María Herrera. Con oltre centodieci punti chiude il campionato al nono posto. Contestualmente alle motociclette elettriche, è pilota titolare nella categoria Supersport del campionato italiano con Mesaroli Racing by VMR. Con sei piazzamenti a podio, tra cui una vittoria, chiude il campionato al quarto posto.

## Risultati in gara

### Motomondiale
| 2021 | Classe | Moto     |   |    |    |    |    |    |   |  |  | Punti | Pos. |
| ---- | ------ | -------- | - | -- | -- | -- | -- | -- | - |  |  | ----- | ---- |
| 2021 | MotoE  | Energica | 8 | NP | 14 | 14 | 11 | 11 | 9 |  |  | 29    | 14º  |

| 2022 | Classe | Moto     |  |  |   |    |    |   |  |  |  |  |  |  |  |  | Punti | Pos. |
| ---- | ------ | -------- |  |  | - | -- | -- | - |  |  |  |  |  |  |  |  | ----- | ---- |
| 2022 | MotoE  | Energica |  |  | 9 | 11 | SQ | 4 |  |  |  |  |  |  |  |  | 25    | 16º  |

| 2023 | Classe | Moto   |     |   |   |     |   |    |   |     |    |   |     |   |   |   |    |   | Punti | Pos. |
| ---- | ------ | ------ | --- | - | - | --- | - | -- | - | --- | -- | - | --- | - | - | - | -- | - | ----- | ---- |
| 2023 | MotoE  | Ducati | Rit | 6 | 1 | Rit | 9 | 10 | 5 | Rit | 10 | 6 | Rit | 9 | 1 | 2 | 16 | 5 | 138   | 8º   |

| 2024 | Classe | Moto   |   |   |   |   |    |   |   |   |    |    |    |   |   |   |    |   | Punti | Pos. |
| ---- | ------ | ------ | - | - | - | - | -- | - | - | - | -- | -- | -- | - | - | - | -- | - | ----- | ---- |
| 2024 | MotoE  | Ducati | 7 | 9 | 5 | 5 | 15 | 7 | 6 | 5 | NC | 14 | 11 | 8 | 7 | 9 | 10 | 9 | 113   | 9º   |

| 2025 | Classe | Moto   |   |   |   |   |   |   |  |  |  |  |  |  |  |  |  | Punti | Pos. |
| ---- | ------ | ------ | - | - | - | - | - | - |  |  |  |  |  |  |  |  |  | ----- | ---- |
| 2025 | MotoE  | Ducati | 2 | 7 | 1 | 2 | 8 | 9 |  |  |  |  |  |  |  |  |  | 89    |      |

| Legenda | 1º posto        | 2º posto            | 3º posto            | A punti      | Senza punti        | Grassetto – Pole position Corsivo – Giro più veloce |
| Legenda | Gara non valida | Non qual./Non part. | Ritirato/Non class. | Squalificato | '-' Dato non disp. | Grassetto – Pole position Corsivo – Giro più veloce |

### Campionato mondiale Superbike
| 2021 | Moto     |  |  |  |  |  |  |  |  |  |  |  |  |    |    |    |  |  |  |  |  |  |  |  |  |  |  |  |    |    |    |  |  |  |  |  |  |  |  |  |  |  |  | Punti | Pos. |
| ---- | -------- |  |  |  |  |  |  |  |  |  |  |  |  | -- | -- | -- |  |  |  |  |  |  |  |  |  |  |  |  | -- | -- | -- |  |  |  |  |  |  |  |  |  |  |  |  | ----- | ---- |
| 2021 | Kawasaki |  |  |  |  |  |  |  |  |  |  |  |  | 14 | 16 | 16 |  |  |  |  |  |  |  |  |  |  |  |  | 18 | AN | 17 |  |  |  |  |  |  |  |  |  |  |  |  | 2     | 26º  |

| Legenda | 1º posto        | 2º posto            | 3º posto           | A punti      | Senza punti        | Grassetto – Pole position Corsivo – Giro più veloce |
| Legenda | Gara non valida | Non qual./Non part. | Ritirato/Non class | Squalificato | '-' Dato non disp. | Grassetto – Pole position Corsivo – Giro più veloce |

### Campionato mondiale Supersport
| 2023 | Moto   |     |     |    |    |    |    |    |    |    |    |     |     |  |  |  |  |  |  |  |  |  |  |  |  | Punti | Pos. |
| ---- | ------ | --- | --- | -- | -- | -- | -- | -- | -- | -- | -- | --- | --- |  |  |  |  |  |  |  |  |  |  |  |  | ----- | ---- |
| 2023 | Yamaha | Rit | Rit | SQ | 17 | 14 | 12 | 20 | 17 | 14 | 15 | Inf | Inf |  |  |  |  |  |  |  |  |  |  |  |  | 9     | 32º  |

| Legenda | 1º posto        | 2º posto            | 3º posto           | A punti      | Senza punti        | Grassetto – Pole position Corsivo – Giro più veloce |
| Legenda | Gara non valida | Non qual./Non part. | Ritirato/Non class | Squalificato | '-' Dato non disp. | Grassetto – Pole position Corsivo – Giro più veloce |